# دوري جاي ماينارد
دوري جاي ماينارد (بالإنجليزية: Dori J. Maynard)‏ هي صحفية أمريكية، ولدت في 4 مايو 1958 في نيويورك في الولايات المتحدة، وتوفيت في 24 فبراير 2015 في أوكلاند في الولايات المتحدة.